# Elio Sgreccia
Elio Sgreccia (Nidastore, 6 giugno 1928 – Roma, 5 giugno 2019) è stato un cardinale, vescovo cattolico e teologo italiano, uno dei maggiori bioeticisti a livello internazionale.

## Biografia
Elio Agostino Argilio Luigi, figlio di Attilio di Renzo Sgreccia e di Palma di Luigi Filosofi nacque a Nidastore, castello e frazione di Arcevia il 6 giugno 1928. Una leggenda vuole la famiglia degli Sgreccia anticamente immigrati dalla Grecia ed è per questo che lo stemma è uno scudo con la croce greca sulla quale si estende l'evangelico albero della vita.
Fu ordinato presbitero per la diocesi di Fano il 29 giugno 1952 per mano del vescovo Vincenzo Del Signore. Conseguì gli studi in teologia nel 1963 e si laureò in Lettere e filosofia all'Università di Bologna.
Dal 1954 al 1972 fu dapprima vicerettore, poi docente e infine rettore del Pontificio Seminario Marchigiano "Pio XI" di Fano. Di seguito, dal 1972 al 1973, fu vicario generale della diocesi di Fossombrone.
A partire dal 1974 e per dieci anni fu assistente spirituale alla facoltà di Medicina e chirurgia presso l'Università Cattolica del Sacro Cuore. Docente di Bioetica all'interno dello stesso ateneo dal 1984, divenne ordinario nel 1990. Dal 1985 al 2006 fu direttore del Centro di Bioetica dell'Università Cattolica del Sacro Cuore e dal 1998 al 2005 fu direttore del Centro per la Cooperazione Internazionale per la medesima università. Nel 1990 venne eletto membro del Comitato Nazionale per la Bioetica, incarico mantenuto fino al 2006. Dal 1992 al 2000 fu inoltre direttore dell'Istituto di Bioetica.
Papa Giovanni Paolo II lo elesse vescovo il 5 novembre 1992 e gli affidò la sede titolare di Zama Minore. Fu consacrato il 6 gennaio 1993, nella solennità dell'Epifania insieme ad altri dieci presbiteri, dallo stesso papa Wojtyła.
Nell'anno 2001 fu un componente della Commissione delle linee guida nell'ambito della consulenza e dei test genetici  per il Ministero della Salute. Dal 2003 è presidente della Federazione Internazionale dei Centri e Istituti di Bioetica d'Ispirazione Personalista (FIBIP), mentre dal 2004 è presidente della Fondazione Ut Vitam Habeant e dell'Associazione Donum Vitae.
Dal 3 gennaio 2005 al 17 giugno 2008 è stato presidente della Pontificia Accademia per la Vita, dalla quale si è dimesso per raggiunti limiti di età e di cui rimane presidente emerito, configurandosi come portavoce delle posizioni della Chiesa su questioni etiche controverse come l'aborto, la contraccezione, l'eutanasia e la ricerca sulle cellule staminali embrionali.
Papa Benedetto XVI, in considerazione della sua generosità e dedizione nel servizio alla Chiesa, lo ha creato cardinale nel concistoro del 20 novembre 2010, assegnandogli la diaconia di Sant'Angelo in Pescheria. Avendo superato gli 80 anni, secondo le disposizioni di papa Paolo VI, non entra a far parte dei cardinali elettori.
È morto a Roma il 5 giugno 2019, il giorno prima del suo novantunesimo compleanno. Le esequie vengono celebrate il 7 giugno all'altare della cattedra della basilica di San Pietro in Vaticano dal cardinale Giovanni Battista Re, vice-decano del Collegio cardinalizio, e al termine delle stesse papa Francesco presiede il rito dell'ultima commendatio e della valedictio; la salma viene poi tumulata nel suo paese natale a seguito di una successiva messa presieduta dal cardinale Edoardo Menichelli.
Francesco D'Agostino, evidenziando l'importanza storica e teorica dell’opera bioetica di Sgreccia, ha scritto che: «Le parole più appropriate per descrivere la figura e l'opera di Elio Sgreccia sono state pronunciate da un laico come Giovanni Fornero, quando ha sostenuto che Sgreccia va ritenuto il maggior bioeticista cattolico e quando ha usato il termine Cattedrale, suggestivo e assolutamente appropriato, per definire il suo Manuale di bioetica». Importanza significativamente evidenziata anche da Palma Sgreccia, quando ha ricordato che il personalismo ontologicamente fondato dello studioso è stato «l'asse teorico portante della scuola di pensiero dell'Università Cattolica del Sacro Cuore e del Magistero di Giovanni Paolo II e di Benedetto XVI».

## Genealogia episcopale
La genealogia episcopale è:
- Cardinale Scipione Rebiba
- Cardinale Giulio Antonio Santori
- Cardinale Girolamo Bernerio, O.P.
- Arcivescovo Galeazzo Sanvitale
- Cardinale Ludovico Ludovisi
- Cardinale Luigi Caetani
- Cardinale Ulderico Carpegna
- Cardinale Paluzzo Paluzzi Altieri degli Albertoni
- Papa Benedetto XIII
- Papa Benedetto XIV
- Papa Clemente XIII
- Cardinale Enrico Benedetto Stuart
- Papa Leone XII
- Cardinale Chiarissimo Falconieri Mellini
- Cardinale Camillo Di Pietro
- Cardinale Mieczysław Halka Ledóchowski
- Cardinale Jan Maurycy Paweł Puzyna de Kosielsko
- Arcivescovo Józef Bilczewski
- Arcivescovo Bolesław Twardowski
- Arcivescovo Eugeniusz Baziak
- Papa Giovanni Paolo II
- Cardinale Elio Sgreccia

## Controversie
Ha creato forti controversie e critiche l'affermazione fatta da Sgreccia nel suo Manuale di bioetica, secondo cui l’omosessualità «va ritenuta un’anomalia da prevenire e da curare e correggere, perché la sessualità ha un orientamento oggettivo eterosessuale» e «il concepimento è lecito quando è il termine di un atto coniugale per sé stesso idoneo alla generazione della prole». Tali controversie sono sorte in particolare quando il testo in questione è stato adottato come testo obbligatorio dall'Università Europea di Roma, istituzione legata ai Legionari di Cristo.

## Opere
Autore di numerose pubblicazioni, tradotte in numerose lingue:
- Bioetica. Manuale per medici e biologi, Editrice Vita e Pensiero, Milano 1986
- La trasmissione della vita nell'insegnamento di Giovanni Paolo II, Di Pietro M. Luisa, Editrice Vita e Pensiero, Milano 1989
- Nuova genetica ed embriopoiesi umana. Prospettive della scienza e riflessioni etiche, Serra Angelo, Di Pietro M. Luisa, Editrice Vita e Pensiero, Milano 1991
- Manuale di bioetica. Aspetti medico-sociali, Editrice Vita e Pensiero, Milano 1991
- Manuale di bioetica. Fondamenti ed etica biomedica, Editrice Vita e Pensiero, Milano 1994
- Manuale di bioetica. Aspetti medico-sociali, Editrice Vita e Pensiero, Milano 1996
- Procreazione assistita e fecondazione artificiale tra scienza, bioetica e diritto, Di Pietro M. Luisa, Editrice La Scuola, 1999
- Manuale di bioetica. Fondamenti ed etica biomedica, Editrice Vita e Pensiero, Milano 2000
- Manuale di bioetica. Aspetti medico-sociali, Editrice Vita e Pensiero, Milano 2002
- Manuale di bioetica. Fondamenti ed etica biomedica, Editrice Vita e Pensiero, Milano 2007
- La bioetica nel quotidiano, Editrice Vita e Pensiero, Milano 2006
- The human embryo before implantation. Scientific aspects and bioethical considerations, Laffitte Jean, Libreria Editrice Vaticana, 2009

## Sitografia
- Dati riportati su www.gcatholic.org alla pagina
- Dati riportati su www.academiavita.org alla pagina
- Biografia su www.santuario.it[collegamento interrotto]